# DeFRaG
 (mai 2019).
Si vous disposez d'ouvrages ou d'articles de référence ou si vous connaissez des sites web de qualité traitant du thème abordé ici, merci de compléter l'article en donnant les références utiles à sa vérifiabilité et en les liant à la section « Notes et références ».
DeFRaG (signifiant « Défis Fragdome ») est un mod (modification du jeu) gratuit pour le jeu vidéo Quake III Arena développé par id Software et sorti en 1999. Créé en 2000 et toujours développé, ce mod est à l'origine un projet réalisé par Fragdome, un site web français uniquement consacré au jeu Quake III.
À la différence des modes de jeu habituels des jeux de tir à la première personne (FPS) dont Quake III fait partie, l'intérêt du joueur avec DeFRaG n'est pas d'éliminer ses adversaires (le frag), mais de mesurer ses capacités individuelles dans les techniques de déplacement du jeu (un art appelé le trick-jumping) lors d'un parcours d’obstacles sur une carte (un niveau), appelée dans le jargon du jeu une map.
La performance des joueurs à DeFRaG est mesurée par le temps obtenu après le franchissement de la ligne d'arrivée d'une map. Calculé en millisecondes, le temps s'enregistre alors sous forme de « démo » (une vidéo enregistrée par le jeu), qu'il est possible de visionner.
À haut niveau, ce mode jeu est considéré comme l'un des plus difficiles car il exige des heures d'entraînement et un calcul précis de plusieurs paramètres (tels que la vitesse du joueur, sa réaction face aux éléments rencontrés, l'angle de tir des armes qu'il utilise, la vitesse des projectiles, etc.).

## Système de jeu
DeFRaG a une jouabilité différente des autres mod basées sur Quake III. En effet, ici le gameplay est complètement linéaire. Il n'y a aucun scénario d'établi, le but du jeu étant de se déplacer le plus vite possible d'un point A à un point B.
Les joueurs téléchargent des maps (« carte » d'un niveau du jeu où les joueurs se déplacent) créées la plupart du temps par des joueurs expérimentés, le but étant de finir le parcours de la map de la façon la plus courte et la plus rapide possible.
La grande majorité des maps sont conçues en tant que des courses d'obstacles, où les joueurs doivent utiliser diverses techniques pour se mouvoir à travers la map. Il est aussi possible de se servir des armes mises à disposition dans Quake III pour effectuer certains mouvements-clés afin de finir la map.
Ce mod est assez difficile pour les débutants. Le skill (compétence, talent, adresse) de déplacement doit être développé à un niveau assez haut avant d'espérer finir la plus simple des maps de DeFRaG. En général, beaucoup de pratique est nécessaire avant de pouvoir soumettre un temps correct dans une compétition. Les parties jouées par des débutants ne leur donnent généralement pas beaucoup de satisfaction, mais il existe des maps prévues pour les néophytes afin apprendre des mouvements basiques de ce mod.

## Maps et objectifs
Avec une moyenne de une map créée par jour, DeFRaG compte près de 4500 maps depuis sa création, gratuites et disponibles en téléchargement sur Internet.
Toutes les maps partagent le même objectif final : la finir avec le temps le plus court possible, mais des subtilités existent selon le type de la map concernée :
- Run (course) : une course classique où il faut exploiter tout ce qui est à portée du joueur pour finir la map. La majorité des maps DeFRaG sont de ce type ;
- Accuracy (précision) : il faut tirer sur un certain nombre de cibles, généralement avec le railgun (le « fusil laser » du jeu), ou collecter un certain nombre d'éléments disséminés dans la map ;
- Level (niveau) : similaire aux maps de type « Run », mais il y a souvent des voies alternatives (ou obligatoires) pour atteindre la ligne d'arrivée ;
- Fast caps (captures rapides) : mesure le temps pour faire une « capture de drapeau » sans adversaire ;
- Training (entraînement) : type de maps très courtes, faites spécialement pour maîtriser une technique particulière de DeFRaG, nécessaire pour compéter la map en question.

Le type de la map peut généralement être deviné par le nom de celle-ci, mais ce n'est pas une convention.
La team DeFRaG publie des « map packs » (collections de maps) qui contiennent un nombre officiel de maps choisies. Ces dernières sont les seules où les chronos sont acceptés dans le tableau des plus hauts scores. Il y a aussi une multitude de maps « non officielles », dont une partie est soumise par des joueurs experts cherchant à faire des vidéos de démonstration, et ceux qui souhaitent obtenir un gameplay différent des maps officielles.

## Techniques
Chaque map DeFRaG requiert un certain nombre de techniques de trick-jumping pour en atteindre la fin. Les maps « Training » se concentrent sur la perfection d'une technique à la fois, tandis que les maps « Run » et « Level » utilisent pratiquement toutes les techniques suivantes.
- Strafe-jumping : apparue avec Quake, cette technique est la base de la majorité des maps DeFRaG. Le joueur doit se déplacer avec la souris sur les côtés tout en sautant (se déplaçant) vers l'avant, ce qui lui permet de gagner de la vitesse supplémentaire. Cette vitesse permet de franchir des obstacles plus importants qu'avec un saut standard.
- Circle jump : technique qui consiste à prendre un départ très rapide en se déplaçant dans un mouvement d'un demi-arc de cercle, ce qui augmente la puissance et la distance d'un saut.
- Bunny hopping : variation du strafe-jumping qui implique de se déplacer seulement en sautillant, comme un lapin (bunny en anglais). Si le déplacement est effectué par sauts coordonnés, la vitesse du joueur croît ou est maintenue à son maximum. Bien que pratique à partir d'une certaine vitesse, le démarrage est moins rapide qu'en strafe-jumping.
- Rocket-jumping : technique la plus basique avec une arme générant un souffle (notamment le lance-roquette du jeu), cette technique étant utilisée dans un grand nombre d'autres jeux. Nécessite de tirer une roquette une fraction de secondes après un saut, permettant de se propulser dans les airs et atteindre des endroits bien plus élevés (ou éloignés) qu'avec un simple saut. Il est aussi possible de synchroniser plusieurs tirs de roquettes afin de réaliser des multi-rocket jumps. Les plus classiques sont les doubles ou triple rocket jumps, souvent utilisés dans les runs (courses).
- BFG-jump : technique similaire au rocket-jumping, mais en utilisant le BFG (en), une arme avec un puissant effet de zone et dotée d'une cadence de tir bien plus élevée que le lance-roquettes du jeu. Avec cette technique, le joueur peut grimper verticalement (ou horizontalement) à un mur ou une paroi, et ce très rapidement. Le BFG n'est pratiquement pas utilisé dans les maps « pro », à cause de son excès de puissance de feu qui le rend à la fois dangereux pour l'utilisateur (dommages quand les rafales sont tirées) et moins intéressant sur les plans du style et de la précision.
- Climb-jumping (ou Plasma-climb, « escalade-plasma ») : le plasma-gun (fusil à plasma) du jeu permet aussi de grimper aux parois. Il faut utiliser un angle correct entre le sol et le mur (−71° par rapport à l'axe horizontal pour un vertical climb), puis sauter face au mur en maintenant la touche de tir enfoncée, ce qui permet d'escalader la paroi. En variant les angles, etc., il est possible de se déplacer latéralement (horizontalement) sur un mur et de couvrir ainsi une grande distance sans toucher le sol (technique assez difficile). Il est aussi possible d'effectuer un plasma-jump mais celui-ci est bien moins puissant qu'un rocket-jump ; cette dernière technique est moins utilisée dans les maps.
- Grenade-jump : ici encore c'est une technique ressemblant au rocket-jump. Le joueur tire une grenade et se positionne au-dessus avant qu'elle n'explose. En sautant au moment de la déflagration, le joueur est propulsé dans les airs. Le grenade-jump est extrêmement intéressant du fait que la grenade, ayant un timer (minuteur) de 3 secondes, il est facile de la combiner avec un plasma-climb, qui alors voit son efficacité démultipliée par un facteur 5 (cinq fois plus puissant). La combinaison grenade + rocket-jump permet quant à elle de doubler (environ) la distance du rocket-jump.
- Overbounces : les overbounces (rebonds) sont un bug particulier du moteur physique de Quake III et ont pour principal effet de transformer la vitesse verticale en « vitesse verticale inverse » ou en vitesse horizontale (au choix). Il existe différents types d’overbounces, mais le plus facile a expérimenter est celui qui consiste à réduire à 0 sa vitesse sur l'axe x et y (par exemple, en sautant dans le coin formé par deux murs, ou bien en chutant d'une hauteur en se rapprochant très lentement du bord, pour ne pas avoir de vitesse horizontale initiale).

La plupart des maps DeFRaG requièrent énormément de temps pour en maîtriser les arcanes, voire simplement pour en arriver au bout et beaucoup plus pour arriver à les terminer avec un chrono approchant les records des meilleurs joueurs. Cependant, le skill (maîtrise des mouvements de base et de leur enchaînement) acquis au fil de l'expérience de jeu permet d’accélérer ce processus.

## Caractéristiques
DeFRaG inclut un nombre de caractéristiques qui rendent le gameplay plus pratique par rapport à Quake III :
- des caractéristiques spéciales dans la conception des maps, comme les zones de départ et d'arrivée pour le chronomètre. Des chronomètres intermédiaires s'affichent à l'écran, donnant le meilleur temps relatif, comme si les maps étaient découpées en zones ;
- un compteur de fin précis et automatique. Il permet ainsi aisément de comparer les temps réalisés ;
- la possibilité d'activer l'enregistrement automatique des démos ;
- un système de « Ghost » (fantôme) avancé : une fenêtre de taille réduite peut s'afficher à l'écran représentant le joueur lors de son meilleur chrono. De plus le « Ghost » est modélisé de façon translucide. Le joueur connaît instantanément sa position par rapport à son propre « Ghost » et voit s'il est en retard où non sur son run ;
- un « Trick-mode » (un mode autorisant une sorte de « triche ») : toutes les armes sont activées, et le joueur a une santé infinie. Cela permet de se concentrer sur une zone particulière d'une map, par exemple.

## Records
Du fait de la nature compétitive de ce mod, qui mesure le meilleur temps sur des maps particulières, un tableau des high-scores est tenu. Il peut être global ou local. Obtenir une place dans le top du classement est particulièrement difficile, car énormément de joueurs ont proposé leurs démos, et les temps optimaux ont parfois été obtenus. Dans ce cas, être dans le haut du classement est assez prestigieux car cela montre que le joueur a un skill très élevé. Néanmoins, il est plus facile pour les joueurs d'envoyer leurs records dans les classements locaux.
Le jeu enregistre automatiquement une démo de chaque map complétée, et la stocke en précisant le temps. Ce temps est sauvegardé avec 3 décimales, qui sont généralement (mais pas toujours) suffisantes pour départager les joueurs.

## Compétitions
Il existe plusieurs compétitions, nationales et internationales, les plus connues sont :
- DFWC (2001-2002-2003-2004-2008-2010-2012-2014-2017) (Defrag World Cup) (la DFWC-2019 est en cours de préparation)
- WarCup (Une nouvelle map chaque semaine sur dfcomps.ru) (239ieme cup le 24/04/2019)
- FRCUP (French cup)
- CEC (Cool epidemic competition)
- SDC
- GDFcomp
- UndeadComp
- Rdfcomp (55 maps) (Une nouvelle map de temps en temps)
- etc.

Les FRCUP sont organisées par la communauté francophone, malheureusement, il n'y a plus d'FRCUP depuis assez longtemps.

## Vidéos
Le niveau de skill nécessaire pour bien jouer à DeFRaG étant relativement élevé, le jeu crée souvent une impression de spectacle lors de la vision de démos ou de vidéos tirées de ce mod. Traditionnellement, des séquences de trick-jumping impressionnant sont incluses dans les vidéos, et synchronisées avec la musique. Cela dépend des créateurs de vidéos. DeFRaG inclut un système de lecture des démos du jeu qui permet de varier les angles et les perspectives.

## Multijoueur
Dans les dernières version de DeFRaG, un support multijoueur a été incorporé. Malheureusement, créer un serveur n'est pas du tout intuitif. Des explications, en anglais, sont fournies sur Mousepotato. Il existe peu de serveurs qui peuvent être librement rejoint, la plupart appartenant à une communauté de joueurs.
Si le paramètre « interférence » est activé, les joueurs peuvent interagir entre eux, et effectuer des tricks de groupe (teamjumping) qui peuvent être beaucoup plus spectaculaires, principalement au niveau de la coordination.